# Кандиба Борис Миколайович
Борис Миколайович Кандиба (1865—1929) — радянський фахівець у галузі гідротехніки. Автор низки навчальних посібників.
Брав участь в проектуванні і спорудженні ряду великих гідроенергетичних комплексів — Волховстроя, Свірьстроя, Днепростроя.